# Georgi Kostadinov
Georgi Kostadinov, född den 3 mars 1950, är en bulgarisk boxare som tog OS-guld i flugviktsboxning 1972 i München. I finalen besegrade Kostadinov den ugandiske Leo Rwabwogo med 5-0.